# 2015-ös US Open (tenisz)
A 2015-ös US Open (amerikai nyílt teniszbajnokság) az év negyedik Grand Slam-tornája, amelyet 135. alkalommal rendeztek meg New Yorkban, a Flushing Meadows kemény borítású pályáin 2015. augusztus 31. és szeptember 13. között.
A férfi címvédő a horvát Marin Čilić volt, de az elődöntőben vereséget szenvedett a későbbi győztes Novak Đokovićtól. A nőknél a háromszoros címvédő Serena Williams ismételt győzelme esetén teljesítette volna a Grand Slamet, de az elődöntőben kikapott az olasz Roberta Vincitől. A bajnoki címért két olasz versenyző, Vinci mellett Flavia Pennetta küzdött, és az utóbbi került ki győztesen. Ezzel megszerezte élete első Grand Slam-tornagyőzelmét, és ő lett az első olasz, aki győzni tudott a US Openen.
A junior lányok versenyében nagy magyar siker született, miután Gálfi Dalma a döntőben legyőzte az amerikai Sofia Kenint, ezzel első magyarként győzött a US Openen. A másik magyar versenyző Stollár Fanny is szép eredményt ért el: az elődöntőben kapott ki Kenintől.

## Világranglistapontok
| Eredmény           | Férfi egyes | Férfi páros | Női egyes | Női páros |
| ------------------ | ----------- | ----------- | --------- | --------- |
| Győzelem           | 2000        | 2000        | 2000      | 2000      |
| Döntő              | 1200        | 1200        | 1300      | 1300      |
| Elődöntő           | 720         | 720         | 780       | 780       |
| Negyeddöntő        | 360         | 360         | 430       | 430       |
| 16 között          | 180         | 180         | 240       | 240       |
| 32 között          | 90          | 90          | 130       | 130       |
| 64 között          | 45          | 0           | 70        | 10        |
| 128 között         | 10          | –           | 10        | –         |
| Főtáblára jutás    | 25          | –           | 40        | –         |
| Selejtező (3. kör) | 16          | –           | 30        | –         |
| Selejtező (2. kör) | 8           | –           | 20        | –         |
| Selejtező (1. kör) | 0           | –           | 2         | –         |

## Pénzdíjazás
A torna teljes összdíjazása 42 253 400 dollárt tett ki. Ez 10,4%-os emelést jelent az előző évhez képest, és az Emirates légitársaság által a US Open Series első három helyezettjének felajánlott 2,625 millió dollárral együtt meghaladta a rekordnak tekinthető 45 millió dollárt.
| Eredmény           | Egyes*      | Páros**                   | Vegyes páros**            |
| Győzelem           | 3 300 000 $ | 570 000 $                 | 150 000 $                 |
| Döntő              | 1 600 000 $ | 275 000 $                 | 70 000 $                  |
| Elődöntő           | 805 000 $   | 133 150 $                 | 30 000 $                  |
| Negyeddöntő        | 410 975 $   | 67 675 $                  | 15 000 $                  |
| 16 között          | 213 575 $   | 35 025 $                  | 10 000 $                  |
| 32 között          | 120 200 $   | 21 700 $                  | 5000 $                    |
| 64 között          | 68 600 $    | 14 200 $                  | –                         |
| 128 között         | 39 500 $    | –                         | –                         |
| Selejtező (döntő)  | 15 000 $    | *Nemenként **Csapatonként | *Nemenként **Csapatonként |
| Selejtező (2. kör) | 10 000 $    | *Nemenként **Csapatonként | *Nemenként **Csapatonként |
| Selejtező (1. kör) | 5000 $      | *Nemenként **Csapatonként | *Nemenként **Csapatonként |

## Döntők

### Férfi egyes
- Novak Đoković győzött  Roger Federer ellen 6–4, 5–7, 6–4, 6–4 arányban.

### Női egyes
- Flavia Pennetta győzött  Roberta Vinci ellen 7–6, 6–2 arányban.

### Férfi páros
- Pierre-Hugues Herbert /  Nicolas Mahut győzött  Jamie Murray /  John Peers ellen 6–4, 6–4 arányban.

### Női páros
- Martina Hingis /  Szánija Mirza győzött  Casey Dellacqua /  Jaroszlava Svedova 6–3, 6–3 arányban.

### Vegyes páros
- Szánija Mirza /  Bruno Soares győzött  Bethanie Mattek-Sands /  Sam Querrey ellen 6–4, 3–6, [10–7] arányban.

### Juniorok

#### Fiú egyéni
- Taylor Harry Fritz győzött  Tommy Paul ellen 6–2, 6–7(4), 6–2 arányban.

#### Lány egyéni
- Gálfi Dalma győzött  Sofia Kenin ellen 7–5, 6–4 arányban.

#### Fiú páros
- Félix Auger-Aliassime /  Denis Shapovalov győzött  Brandon Holt /  Riley Smith, 7–5, 7–6(3) arányban.

#### Lány páros
- Viktória Kužmová /  Alekszandra Poszpelova győzött  Anna Kalinszkaja /  Anasztaszja Potapova ellen 7–5, 6–2 arányban.